# Luciobarbus
A Luciobarbus a sugarasúszójú halak (Actinopterygii) osztályának pontyalakúak (Cypriniformes) rendjébe, ezen belül a pontyfélék (Cyprinidae) családjába tartozó nem.
Az idetartozó fajokat, korábban a Barbus nembe sorolták.

## Rendszerezés
A nembe az alábbi 25 faj tartozik:
- Luciobarbus bocagei (Steindachner, 1864)
- aral márna (Luciobarbus brachycephalus) (Kessler, 1872)
- acélmárna (Luciobarbus capito) (Güldenstädt, 1773)
- Luciobarbus caspius (Berg, 1914)
- spanyol márna (Luciobarbus comizo) (Steindachner, 1864)
- Luciobarbus escherichii (Steindachner, 1897)
- Luciobarbus esocinus Heckel, 1843 - típusfaj
- Luciobarbus graecus  (Steindachner, 1895)
- Luciobarbus graellsii (Steindachner, 1866)
- Luciobarbus guercifensis Doadrio, Casal-López & Yahyaoui, 2016
- Luciobarbus guiraonis (Steindachner, 1866)
- Luciobarbus kersin (Heckel, 1843)
- Luciobarbus kosswigi (Karaman, 1971)
- Luciobarbus kottelati Turan, Ekmekçi, Ilhan & Engin, 2008
- Luciobarbus lydianus (Boulenger, 1896)
- Luciobarbus microcephalus (Almaça, 1967)
- Luciobarbus mursa (Güldenstädt, 1773)
- Luciobarbus mystaceus (Pallas, 1814)
- Luciobarbus nasus (Günther, 1874)
- Luciobarbus pectoralis (Heckel, 1843)
- Luciobarbus sclateri (Günther, 1868)
- Luciobarbus steindachneri (Almaça, 1967)
- Luciobarbus subquincunciatus (Günther, 1868)
- Luciobarbus zayanensis Doadrio, Casal-López & Yahyaoui, 2016
- Luciobarbus xanthopterus Heckel, 1843